# Michael Gregory Jackson
Michael Gregory Jackson (New Haven, 28 augustus 1953) is een Amerikaanse jazzmuzikant (zang, gitaar, cello, fluit, vibrafoon, marimba) van de modern creative jazz. Hij is ook actief als singer-songwriter en fusionmuzikant.

## Biografie
Jackson begon als kind op de drums te spelen en vanaf 12-jarige leeftijd speelde hij gitaar. Eerst werkte hij als singer-songwriter en speelde hij in blues- en folkbands, voordat hij zich concentreerde op de modern creative jazz van de AACM. Hij speelde regelmatig met Wadada Leo Smith en vanaf midden jaren 1970 ook met Oliver Lake, Anthony Braxton, Fred Hopkins, Phil Wilson, George Lewis, Barry Altschul en Muhal Richard Abrams. Hij is ook te horen op de opnamen van de Wildflowers Loft Sessions (1976). Daarna vormde hij een trio met Anthony Davis en Pheeroan akLaff. Begin jaren 1980 concentreerde hij zich op de rockmuziek en formeerde hij de band Signal. In 1981 trad hij op in Berlijn (Rockpalast-opname). Om niet te worden verwisseld met Michael Jackson, noemde hij zich nu Michael Gregory. Bij Island Records bracht hij Situation X (1983) uit, maar had in toenemende mate problemen met de producent en trok zich uiteindelijk terug naar Massachusetts. Tijdens de laatste jaren werkte hij met Stephen Allen, maar ook weer met Oliver Lake. Hij is ook te horen op opnamen van Oliver Lake, Pheeroan aKlaff, Nona Hendryx, Amina Claudine Myers, de Coyote Sisters, Louis Guarino en Viva Monroe.

## Discografie
- 1976: Clarity (met Oliver Lake, David Murray, Leo Smith)
- 1979: Gifts (Novus/Arista, met Baikida Carroll, Marty Ehrlich, Jay Hoggard, Jerome Harris, Fred Hopkins, Pheeroan AkLaff)
- 1982: Cowboys, Cartoons & Assorted Candy (Enja Records, opnieuw uitgebracht als The Way We Used to Do It)
- 1987: What to Where (Jive Records/Novus Records)
- 2003: Towards the Sun (Golden)
- 2017: Spirit Signal Strata (Golden)